# Лазинка (село)
Лазинка — село в Скопинском районе Рязанской области, входит в состав Ильинского сельского поселения.

## География
Село расположено в 13 км на юго-запад от центра поселения села Ильинка и в 28 км на запад от райцентра города Скопин, остановочный пункт 431 км на ж/д линии Павелец — Скопин.

## История
Богословская церковь в селе Лазинке упоминается в окладных книгах 1676 года, где сказано, что образовавшийся при ней приход переселился из села Богословского, откуда и церковь была перенесена в то село в 1674 году. В приходе к той церкви в селе состояло 43 двора крестьянских, 5 дворов бобыльских и всего 50 дворов. Вместо упомянутой обветшавшей церкви в 1744 году была поставлена новая Богословская церковь. В 1858 году была построена также деревянная церковь с одним престолом в честь апостола Иоанна Богослова по плану, составленному еще в 1853 году. В 1903 году была построена каменная церковь с каменной колокольней в одной связи. Престолов в ней было два: в честь святого апостола и евангелиста Иоанна Богослова и придельный — в честь Николая Чудотворца.
В XIX — начале XX века село входило в состав Павелецкой волости Скопинского уезда Рязанской губернии. В 1906 году в селе было 303 двора.
С 1929 года село являлось центром Лазинского сельсовета Скопинского района Рязанского округа Московской области, с 1932 года — в составе Горловского района, с 1937 года — в составе Рязанской области, в 1946 году — в составе Павелецкого района, с 1959 года — в составе Скопинского района, с 2005 года — в составе Ильинского сельского поселения.

## Население
| 1859 | 1897  | 1906  | 2010 |
| ---- | ----- | ----- | ---- |
| 1256 | ↗1729 | ↗1842 | ↘38  |

## Достопримечательности
В селе находится действующая церковь Иоанна Богослова (1903).

## Известные люди
В Лазинке находится пямятник уроженцу села Герою Советского Союза участнику Великой Отечественной войны Андрею Яковлевичу Ефремову.